# 福尼贾罗勒
福尼賈羅勒（英語：Foni Jarrol）是甘比亞西部區轄下的9個縣之一。福尼賈羅勒位於甘比亞西南部的甘比亞河以南。福尼賈羅勒的地理位置介於福尼邦達利及甘比亞與塞內加爾的邊境之間。